# Rivière Colbert
Pour les articles homonymes, voir Colbert.
La rivière Colbert est un affluent de la rive sud du lac Saint-Pierre lequel est traversé vers le nord-est par le fleuve Saint-Laurent. La rivière Colbert traverse les municipalités de Saint-Zéphirin-de-Courval, Saint-Elphège et Baie-du-Febvre, dans la municipalité régionale de comté (MRC) de Nicolet-Yamaska, dans la région administrative du Centre-du-Québec, au Québec, au Canada.

## Géographie
Les principaux bassins versants voisins de la rivière Colbert sont :
- côté nord : Lac Saint-Pierre, fleuve Saint-Laurent ;
- côté est : rivière Landroche, rivière Nicolet, rivière Nicolet Sud-Ouest, rivière Saint-Zéphirin ;
- côté sud : rivière Saint-François ;
- côté ouest : rivière Lévesque, rivière Saint-François.

La rivière Colbert tire ses eaux de tête de divers ruisseaux agricoles (notamment le cours d'eau du Fronteau et le ruisseau Faucher) près de la route de l'Église, dans la municipalité de Saint-Zéphirin-de-Courval. Cette zone de tête est située à l'ouest du village de Saint-Elphège, à l'ouest du village de Saint-Zéphirin et au nord-est de la rivière Saint-François.
Le cours de la rivière Colbert descend sur environ 20 km généralement vers le nord-ouest en zone agricole, avec un dénivelé de 34 m selon ces segments:
- 7,8 km nord-ouest, formant de petites serpentines dans une zone agricole et contournant quelques îlots forestiers, traversant le chemin du Pays-Brûlé, jusqu'à route 132 (route Marie-Victorine);
- 4,8 km d'abord au nord, puis au nord-ouest, dans une zone agricole, en traversant le chemin des Huit, jusqu'à son embouchure[2].

La rivière Colbert se déverse sur la batture de la Pierre à Chaux, sur la rive sud du lac Saint-Pierre, au sud-ouest de la confluence de la rivière Landroche, au nord-est de la confluence de la rivière Lévesque et à l'ouest du village de Baie-du-Febvre.

## Toponymie
Le mot colbert constitue un patronyme de famille d'origine française.
Le toponyme rivière Colbert a été officialisé le 5 décembre 1968 à la Commission de toponymie du Québec.